# ألتا ليتل
ألتا ليتل (بالإنجليزية: Alta Little)‏ هي لاعب كرة قاعدة أمريكية، ولدت في 21 مايو 1923 في غاز سيتي في الولايات المتحدة، وتوفيت في 10 مارس 1999 في دالاس في الولايات المتحدة.